# Calcio ai Giochi della XIX Olimpiade
Il torneo di calcio XIX Olimpiade fu il quattordicesimo torneo olimpico ed il quinto ad essere disputato dalle nazionali olimpiche. Si svolse dal 13 al 26 ottobre 1968 in quattro città (Città del Messico, Puebla, Guadalajara e León) e vide la vittoria per la terza volta dell'Ungheria. Pallone ufficiale venne adottato Telstar Elast, la prima versione della classica palla con dodici pentagoni neri e venti esagoni bianchi, già utilizzata per Euro 1968.
Potevano essere impiegati solo calciatori dilettanti.

## Squadre partecipanti
Il Marocco si ritirò perché rifiutò di giocare contro Israele (erano stati sorteggiati nello stesso gruppo). In sua sostituzione venne invitato il Ghana, che durante le qualificazioni era stato eliminato proprio dal Marocco.
Nota bene: nella tabella sottostante si tengono conto solo delle partecipazioni e dei piazzamenti ottenuti dalle nazionali olimpiche.
| Squadre        | Confederazione | Data di qualificazione certa | Motivo della partecipazione                                           | Ultima apparizione | Miglior risultato                        |
| -------------- | -------------- | ---------------------------- | --------------------------------------------------------------------- | ------------------ | ---------------------------------------- |
| Messico        | CONCACAF       | 18 ottobre 1963              | Rappresentativa nazionale del paese organizzatore                     | Tokyo 1964         | Primo turno (Tokyo 1964)                 |
| Ungheria       | UEFA           | 23 ottobre 1964              | Campione in carica                                                    | Tokyo 1964         | Oro (Helsinki 1952 e Tokyo 1964)         |
| Brasile        | CONMEBOL       | -                            | 1º classificato nel gruppo unico della seconda fase di qualificazione | Tokyo 1964         | Quarti di finale (Helsinki 1952)         |
| Bulgaria       | UEFA           | -                            | Vincitrice del gruppo 2 di qualificazione                             | Roma 1960          | Bronzo (Melbourne 1956)                  |
| Cecoslovacchia | UEFA           | -                            | Vincitrice del gruppo 1 di qualificazione                             | Tokyo 1964         | Argento (Tokyo 1964)                     |
| Colombia       | CONMEBOL       | -                            | 2ª classificata nel gruppo unico della seconda fase di qualificazione | Esordiente         | -                                        |
| El Salvador    | CONCACAF       | -                            | Vincitore del gruppo 2 di qualificazione                              | Esordiente         | -                                        |
| Francia        | UEFA           | -                            | Vincitrice del gruppo 3 di qualificazione                             | Roma 1960          | Primo turno (Roma 1960)                  |
| Ghana          | CAF            | -                            | Sostituzione del Marocco                                              | Tokyo 1964         | Quarti di finale (Tokyo 1964)            |
| Giappone       | AFC            | -                            | Vincitore del gruppo 1 di qualificazione                              | Tokyo 1964         | Quarti di finale (Tokyo 1964)            |
| Guatemala      | CONCACAF       | -                            | Vincitore del gruppo 1 di qualificazione                              | Esordiente         | -                                        |
| Guinea         | CAF            | -                            | Vincitrice del gruppo 1 di qualificazione                             | Esordiente         | -                                        |
| Israele        | AFC            | -                            | Vincitore del gruppo 3 di qualificazione                              | Esordiente         | -                                        |
| Nigeria        | CAF            | -                            | Vincitrice del gruppo 2 di qualificazione                             | Esordiente         | -                                        |
| Spagna         | UEFA           | -                            | Vincitrice del gruppo 4 di qualificazione                             | Esordiente         | -                                        |
| Thailandia     | AFC            | -                            | Vincitrice del gruppo 2 di qualificazione                             | Melbourne 1956     | Turno di qualificazione (Melbourne 1956) |

## Stadi
| Città             | Stadio            | Capacità |
| ----------------- | ----------------- | -------- |
| Città del Messico | Stadio Azteca     | 105.000  |
| Puebla            | Stadio Cuauhtémoc | 46.912   |
| Guadalajara       | Stadio Jalisco    | 62.384   |
| León              | Stadio Nou Camp   | 33.943   |

## Formula
Le sedici squadre vennero divise in quattro gironi all'italiana di quattro squadre ciascuno.
Le prime due classificate di ogni girone si sarebbero qualificate per la fase ad eliminazione diretta, composta da quarti di finale, semifinali, finale per il 3º posto e per il 1º posto.

## Risultati

### Fase a gruppi

#### Gruppo A
| Squadra  | P.ti | G | V | N | P | GF | GS | DR |
| -------- | ---- | - | - | - | - | -- | -- | -- |
| Francia  | 4    | 3 | 2 | 0 | 1 | 8  | 4  | +4 |
| Messico  | 4    | 3 | 2 | 0 | 1 | 6  | 4  | +2 |
| Colombia | 2    | 3 | 1 | 0 | 2 | 4  | 5  | -1 |
| Guinea   | 2    | 3 | 1 | 0 | 2 | 4  | 9  | -5 |

| Arbitro: | Zsolt |

|            |           |  |
| Estrada 6’ | Marcatori |  |

| Arbitro: | Gugulović |

|                                         |           |               |
| Hallet 61’ Horlaville 64’ Perrigaud 70’ | Marcatori | 79’ M. Camara |

| Arbitro: | Rumenčev |

|                           |           |                        |
| Ndongo 26’ Bouya 58’, 84’ | Marcatori | 49’ Santa 66’ Mosquera |

| Arbitro: | Hieger |

|                                                |           |               |
| Case 20’, 69’ Teamboueon 30’ Medina 36’ (aut.) | Marcatori | 26’ Victorino |

| Arbitro: | Wanchai |

|                                    |           |  |
| Pereda 70’, 85’ Rodríguez 86’, 88’ | Marcatori |  |

| Arbitro: | Galba |

|                         |           |                |
| Hoyos 14’ Jaramillo 35’ | Marcatori | 59’ Teamboueon |

#### Gruppo B
| Squadra  | P.ti | G | V | N | P | GF | GS | DR |
| -------- | ---- | - | - | - | - | -- | -- | -- |
| Spagna   | 5    | 3 | 2 | 1 | 0 | 4  | 0  | +4 |
| Giappone | 4    | 3 | 1 | 2 | 0 | 4  | 2  | +2 |
| Brasile  | 2    | 3 | 0 | 2 | 1 | 4  | 5  | -1 |
| Nigeria  | 1    | 3 | 0 | 1 | 2 | 4  | 9  | -5 |

| Arbitro: | Klein |

|            |           |  |
| Vilela 77’ | Marcatori |  |

| Arbitro: | Marmol |

|                        |           |           |
| Kamamoto 24’, 72’, 89’ | Marcatori | 33’ Okoye |

| Arbitro: | Robles |

|                            |           |  |
| Ortuño 27’ Grande 52’, 69’ | Marcatori |  |

| Arbitro: | Lamptey |

|             |           |              |
| Ferretti 9’ | Marcatori | 83’ Watanabe |

| Arbitro: | Tarekegn |

|                                            |           |                              |
| Ferretti 50’ Olumodeji 59’ (aut.) Tião 65’ | Marcatori | 10’, 41’ Olayombo 19’ Anieke |

| Città del Messico 18 ottobre 1968 | Spagna | 0 – 0 referto | Giappone | Stadio Azteca\| Arbitro: \| Hieger \| |
| Arbitro:                          | Hieger |               |          |                                       |

#### Gruppo C
| Squadra     | P.ti | G | V | N | P | GF | GS | DR |
| ----------- | ---- | - | - | - | - | -- | -- | -- |
| Ungheria    | 5    | 3 | 2 | 1 | 0 | 8  | 2  | +6 |
| Israele     | 4    | 3 | 2 | 0 | 1 | 8  | 6  | +2 |
| Ghana       | 2    | 3 | 0 | 2 | 1 | 6  | 8  | -2 |
| El Salvador | 1    | 3 | 0 | 1 | 2 | 2  | 8  | -6 |

| Arbitro: | Kitabdjian |

|                                           |           |                          |
| Spiegel 11’, 75’ Feigenbaum 16’, 30’, 70’ | Marcatori | 18’, 79’ Jabir 35’ Amosa |

| Arbitro: | De Leo |

|                                                  |           |  |
| Menczel 19’ Dunai A. 47’ Fazekas 51’ Sárközi 68’ | Marcatori |  |

| Arbitro: | Maruyama |

|                          |           |                        |
| Dunai A. 15’ Menczel 17’ | Marcatori | 12’ Sunday 33’ Sampene |

| Arbitro: | Badru |

|                                |           |              |
| Talbi 20’ Spiegler 44’ Bar 85’ | Marcatori | 35’ Martínez |

| Arbitro: | Medina |

|               |           |          |
| Rodríguez 42’ | Marcatori | 55’ Kofi |

| Arbitro: | Yamasaki |

|                   |           |  |
| Dunai A. 40’, 75’ | Marcatori |  |

#### Gruppo D
| Squadra        | P.ti | G | V | N | P | GF | GS | DR  |
| -------------- | ---- | - | - | - | - | -- | -- | --- |
| Bulgaria       | 5    | 3 | 2 | 1 | 0 | 11 | 3  | +8  |
| Guatemala      | 4    | 3 | 2 | 0 | 1 | 6  | 3  | +3  |
| Cecoslovacchia | 3    | 3 | 1 | 1 | 1 | 10 | 3  | +7  |
| Thailandia     | 0    | 3 | 0 | 0 | 3 | 1  | 19 | -18 |

| Arbitro: | Arppi Filho |

|             |           |  |
| Stockes 28’ | Marcatori |  |

| Arbitro: | Velásquez |

|                                                                          |           |  |
| Gjonin 25’ Žekov 55’ Hristov A. 56’, 61’ Zafirov 73’ Donev 85’ Ivkov 88’ | Marcatori |  |

| Arbitro: | Aguilar Elizalde |

|                        |           |                           |
| Georgiev 44’ Žekov 77’ | Marcatori | 25’ Jarabinský 42’ Petráš |

| Arbitro: | Faber |

|                                               |           |                 |
| Melgar N. 23’, 85’ Roldán 55’ López Oliva 67’ | Marcatori | 44’ Sornbutnark |

| Arbitro: | Osorio |

|                     |           |                 |
| Donev 50’ Žekov 84’ | Marcatori | 88’ López Oliva |

| Arbitro: | Buergo Elcuaz |

|                                                                        |           |  |
| Herbst 12’ Petráš 17’, 18’, 67’ Stratil 28’, 34’ Večerek 38’ Krnáč 83’ | Marcatori |  |

### Fase ad eliminazione diretta
|  | Quarti di finale | Quarti di finale |          |         | Semifinali                | Semifinali                |  |  | Finale | Finale |
|  |                  |                  |          |         |                           |                           |  |  |        |        |
|  |                  |                  |          |         |                           |                           |  |  |        |        |
|  |                  |                  |          |         |                           |                           |  |  |        |        |
|  | 1A. Francia      | 1                |          |         |                           |                           |  |  |        |        |
|  | 1A. Francia      | 1                |          |         |                           |                           |  |  |        |        |
|  | 2B. Giappone     | 3                |          |         |                           |                           |  |  |        |        |
|  | 2B. Giappone     | 3                | Giappone | 0       |                           |                           |  |  |        |        |
|  |                  |                  | Giappone | 0       |                           |                           |  |  |        |        |
|  |                  | Ungheria         | 5        |         |                           |                           |  |  |        |        |
|  | 1C. Ungheria     | Ungheria         | 5        | 1       |                           |                           |  |  |        |        |
|  | 1C. Ungheria     |                  |          | 1       |                           |                           |  |  |        |        |
|  | 2D. Guatemala    | 0                |          |         |                           |                           |  |  |        |        |
|  | 2D. Guatemala    | 0                | Ungheria | 4       |                           |                           |  |  |        |        |
|  |                  |                  | Ungheria | 4       |                           |                           |  |  |        |        |
|  |                  | Bulgaria         | 1        |         |                           |                           |  |  |        |        |
|  | 1B. Spagna       | Bulgaria         | 1        | 0       |                           |                           |  |  |        |        |
|  | 1B. Spagna       |                  |          | 0       |                           |                           |  |  |        |        |
|  | 2A. Messico      | 2                |          |         |                           |                           |  |  |        |        |
|  | 2A. Messico      | 2                | Messico  | 2       | Finale per il terzo posto | Finale per il terzo posto |  |  |        |        |
|  |                  |                  | Messico  | 2       | Finale per il terzo posto | Finale per il terzo posto |  |  |        |        |
|  |                  | Bulgaria         | 3        |         |                           |                           |  |  |        |        |
|  | 1D. Bulgaria     | Bulgaria         | 3        | 1       | Giappone                  | 2                         |  |  |        |        |
|  | 1D. Bulgaria     |                  |          | 1       | Giappone                  | 2                         |  |  |        |        |
|  | 2C. Israele      | 1                |          | Messico | 0                         |                           |  |  |        |        |
|  | 2C. Israele      | 1                |          |         | 0                         |                           |  |  |        |        |
|  |                  |                  |          |         |                           |                           |  |  |        |        |
|  |                  |                  |          |         |                           |                           |  |  |        |        |

#### Quarti di finale
| Arbitro: | Gugulović |

|  |           |                        |
|  | Marcatori | 34’ Morales 48’ Pereda |

| Arbitro: | Yamasaki |

|           |           |  |
| Szűcs 69’ | Marcatori |  |

| Arbitro: | Tarekegn |

|                |           |                                |
| Teamboueon 32’ | Marcatori | 27’, 59’ Kamamoto 70’ Watanabe |

| Arbitro: | Osorio |

|               |           |                |
| Hristakiev 5’ | Marcatori | 89’ Feigenbaum |

#### Semifinali
| Arbitro: | Tarekegn |

|                           |           |                                        |
| Morales 39’ Rodríguez 48’ | Marcatori | 8’ Žekov 9’ Hristov A. 58’ Dimitrov T. |

| Arbitro: | Arppi Filho |

|  |           |                                    |
|  | Marcatori | 30’, 60’, 75’ Szűcs 53’, 65’ Novák |

#### Finale per il 3º posto
| Arbitro: | Klein |

|                   |           |  |
| Kamamoto 20’, 40’ | Marcatori |  |

#### Finale per il 1º posto
| Arbitro: | De Leo |

| |            | |
| Menczel 40’ Dunai A. 41’, 49’ Juhász 62’ | Marcatori  | 22’ Dimitrov J. |
| · Fatér · Novák · L. Dunai · Páncsics · Menczel · Szűcs · Fazekas · A. Dunai · Nagy · Noskó · 85’ Juhász · A disposizione: · Szarka · Kocsis · Keglovich · Szalay · Sárközi · Básti · Bicskei · Varga | Formazioni | · Jordanov · Gerov · Hristakiev · Gajdarski · Ivkov 44’ · Georgiev · Veselinov 43’ · Jančovski 54’ · Žekov · Mihajlov 44’ · Nikodimov 62’ · A disposizione: · Krăstev · Stankov 54’ · Gjonin · Dimitrov · Cvetkov 62’ · Monev · Vasilev · Zafirov |
| Sós | Allenatori | Berkov |

## Podio
| 2º posto Bulgaria | Campione olimpico di calcio maschile Ungheria 3º titolo | 3º posto Giappone |

| Pos | Squadra  | Formazione |
| --- | -------- | --- |
|     | Ungheria | István Básti, Bertalan Bicskei, Antal Dunai, Lajos Dunai, Károly Fatér, László Fazekas, István Juhász, László Keglovich, Lajos Kocsis, Iván Menczel, László Nagy, Ernő Noskó, Dezső Novák, Miklós Páncsics, István Sárközi, Miklós Szalai, Zoltán Szarka, Lajos Szűcs, Zoltán Varga. All. Károly Sós.                                 |
|     | Bulgaria | Georgi Cvetkov, Jančo Dimitrov, Milko Gajdarski, Ivajlo Georgiev, Atanas Gerov, Mihail Gjonin, Georgi Hristakiev, Kiril Ivkov, Evgeni Jančovski, Stojan Jordanov, Todor Krăstev, Atanas Mihajlov, Mitju Monev, Asparuh Nikodimov, Kiril Stankov, Georgi Vasilev, Cvetan Veselinov, Ivan Zafirov, Petăr Žekov. All. Stefan Božkov.     |
|     | Giappone | Masahiro Hamazaki, Kunishige Kamamoto, Mitsuo Kamata, Hiroshi Katayama, Yasuyuki Kuwahara, Ikuo Matsumoto, Masakatsu Miyamoto, Teruki Miyamoto, Takaji Mori, Aritatsu Ogi, Ryūichi Sugiyama, Ryōzō Suzuki, Kiyoshi Tomizawa, Masashi Watanabe, Shigeo Yaegashi, Yoshitada Yamaguchi, Kenzō Yokoyama, Eizō Yuguchi. All. Ken Naganuma. |

## Classifica marcatori
7 reti
- Kamamoto

6 reti
- Dunai A.

4 reti
- Žekov
- Petráš
- Feigenbaum
- Szűcs

3 reti
- Hristov A.
- Teamboueon
- Pereda
- Rodríguez
- Menczel

2 reti
- Ferretti
- Donev
- Stratil
- Case
- Jabir
- Watanabe
- Lopez Oliva
- Melgar N.
- Bouya
- Spiegel
- Morales
- Olayombo
- Grande
- Novák

1 rete
- Tião
- Dimitrov J.
- Dimitrov T.
- Georgiev
- Gjonin
- Hristakiev
- Ivkov
- Zafirov
- Herbst
- Jarabinský
- Krnáč
- Večerek
- Hoyos
- Jaramillo
- Mosquera
- Santa
- Martínez
- Rodríguez
- Hallet
- Horlaville
- Perrigaud
- Amosa
- Kofi
- Sampene
- Sunday

- Roldán
- Stockes
- M. Camara
- Ndongo
- Bar
- Spiegler
- Talbi
- Estrada
- Victorino
- Anieke
- Okoye
- Ortuño
- Vilela
- Sornbutnark
- Fazekas
- Juhász
- Sárközi

Autoreti
- Medina (1)
- Olumodeji (1)